# Aspila luteitinctus
Aspila luteitinctus är en fjärilsart som beskrevs av Augustus Radcliffe Grote 1875. Aspila luteitinctus ingår i släktet Aspila och familjen nattflyn. Inga underarter finns listade i Catalogue of Life.